# Nikon D4
Nikon D4 — професійний репортажний цифровий дзеркальний фотоапарат компанії Nikon, представлений 6 січня 2012 року, змінив Nikon D3S. Швидкість зйомки фотоапарата — до 11 кадрів в секунду.
Фотоапарат став першим у світі фотоапаратом, що підтримує карти пам'яті стандарту XQD. Серед інших особливостей моделі — чутливість до 204.800 ISO, 91000-піксельний сенсор для вимірювання експозиції, екран з діагоналлю 3,2 дюйма і підсвічування кнопок.
Оголошена вартість на момент продаж 6000 доларів США.